# 微信朋友圈
朋友圈是集成在即时通讯应用程序微信的一项功能，于2012年4月19日在微信4.0版本中推出，它为微信用户提供新的社交网络功能。微信用户可以发布帖子和查看微信好友发布的帖子，在用户选择的好友中创建一个亲密和私密的交流圈。
朋友圈主要侧重于分享带有句子的图片和短视频，同时也允许点赞、评论、分享状态和分享网站。

## 历史
2012年4月19日，微信4.0版本首次推出朋友圈功能。
2012年8月22日，微信4.2版本朋友圈添加了对选定的朋友进行评论的功能。
2012年9月，用户可以决定是否接收好友的更新和公开私人照片。
2013年7月22日，用户普遍抱怨不能刷新朋友圈。
2014年3月，微信5.21版本用户可以附上餐厅或景区的位置。
2014年5月19日，微信5.3版本用户可以在朋友圈中添加地理位置信息。
2014年11月6日，iOS版微信6.0.1版本朋友圈允许拍摄和发布短视频，Android版微信6.0.1版本则在2014年12月24日加入。
2015年1月19日，添加搜索朋友圈内容和附近餐厅的功能。
2017年5月18日，iOS版添加了将朋友圈帖子同步到Facebook和Twitter的功能。